# Élections professionnelles
Les élections professionnelles ou élections sociales regroupent les différents scrutins qui permettent aux salariés d'élire leurs représentants au sein de différentes instances.
Cette représentativité n'est pas présente dans tous les pays. Le mode de scrutin peut être direct ou indirect (réservés à des membres élus).

## EnFrance
Les élections professionnelles permettent de désigner les membres au sein des instances représentatives du personnel.
Dans le secteur privé, elles s'articulent principalement autour de l'élection :
- des délégués du personnel
- des membres du Comité d'entreprise. La durée maximale des mandats est de quatre ans.

## EnBelgique
Les élections sociales ont lieu tous les quatre ans au cours d'une période fixée par le roi. Ces élections concernent
- les délégués du personnel au sein des conseils d'entreprise
- le Comité pour la prévention et la protection au travail.

Le Luxembourg adopte également ces élections mais sur une durée de mandat de cinq ans